# Ремптендорф
Ремптендорф (нем. Remptendorf) — община в Германии, в земле Тюрингия. 
Входит в состав района Заале-Орла.  Население составляет 3828 человек (на 31 декабря 2010 года). Занимает площадь 97,32 км².
Коммуна подразделяется на 17 сельских округов.

## Фотографии

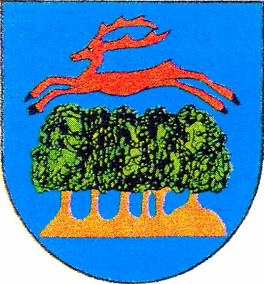
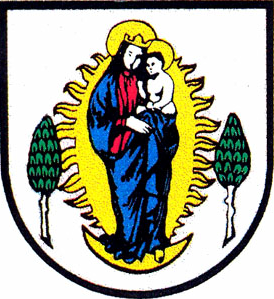
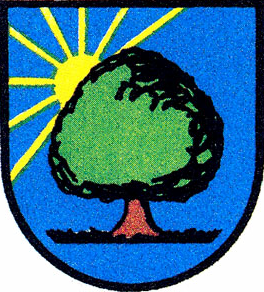
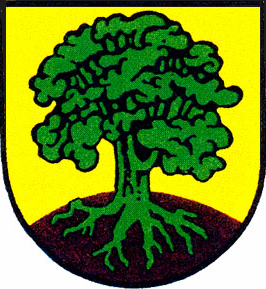
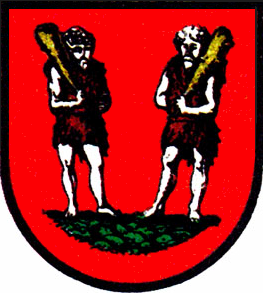
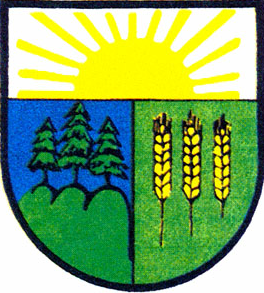
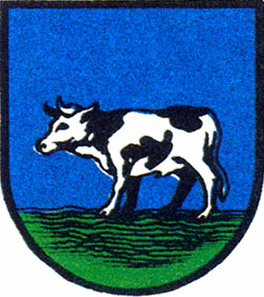
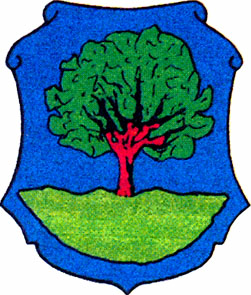